# 犹地亚-撒马利亚区
犹地亚-撒马利亚区（希伯來語：‎，羅馬化：Ezor Yehuda VeShomron），是以色列对其所管制之约旦河西岸地区（不包括另劃入耶路撒冷區的東耶路撒冷）所訂定的正式名称。犹地亚和撒马利亚为该地区的圣经名称，相当于古代以色列王国与犹大王国所在地。

## 现状
現時，犹地亚-撒马利亚区由以色列国防军中央司令部管理。
犹地亚-撒马利亚区分为8个军事管理区：玛拿西（杰宁地区）、哈比卡（約旦河谷）、撒馬利亞（示劍地区或称納布盧斯地区）、以法莲（图勒凯尔姆地区）、便雅悯（拉姆安拉地区或称比雷赫地区）、马加比（马加比地区）、埃齐翁（伯利恆地区）、犹地亚（希伯仑地区）。

## 外部連結
- "Judea and Samaria", The Jewish Agency for Israel, retrieved 31 August 2005